# Molucas Setentrionais

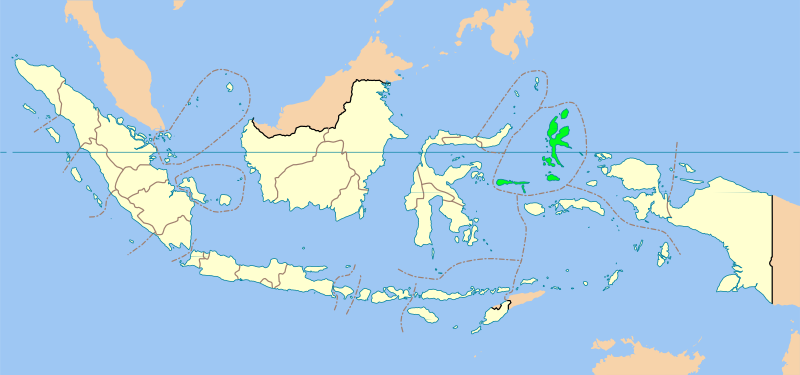
Mapa da Indonésia com a localização da província das Molucas do Norte.

A província indonésia das Molucas Setentrionais ou Molucas do Norte (Maluku Utara, em indonésio) compreende a porção setentrional do arquipélago das Molucas. Sua capital é Sofifi. A província possui uma população de 1 035 480 habitantes (2010) e uma área de 45 069,66 km².
A totalidade das Molucas formaram uma única província da Indonésia entre 1950 e 1999, quando os distritos das Molucas do Norte e de Halmaera foram desmembrados e unidos na nova província das Molucas do Norte. Os distritos restantes permaneceram na província das Molucas.
Nos séculos XVI e XVII, as ilhas correspondentes à atual província das Molucas do Norte eram chamadas "Ilhas das Especiarias". Àquela época, a região era a única fornecedora do cravo-da-Índia. Os neerlandeses, os portugueses, os espanhóis e reinos locais, como Ternate e Tidore, disputaram o controle do lucrativo comércio de especiarias. As árvores de cravo-da-Índia foram posteriormente transplantadas no mundo inteiro, o que reduziu a importância internacional da região.